# Malsch (bei Heidelberg)

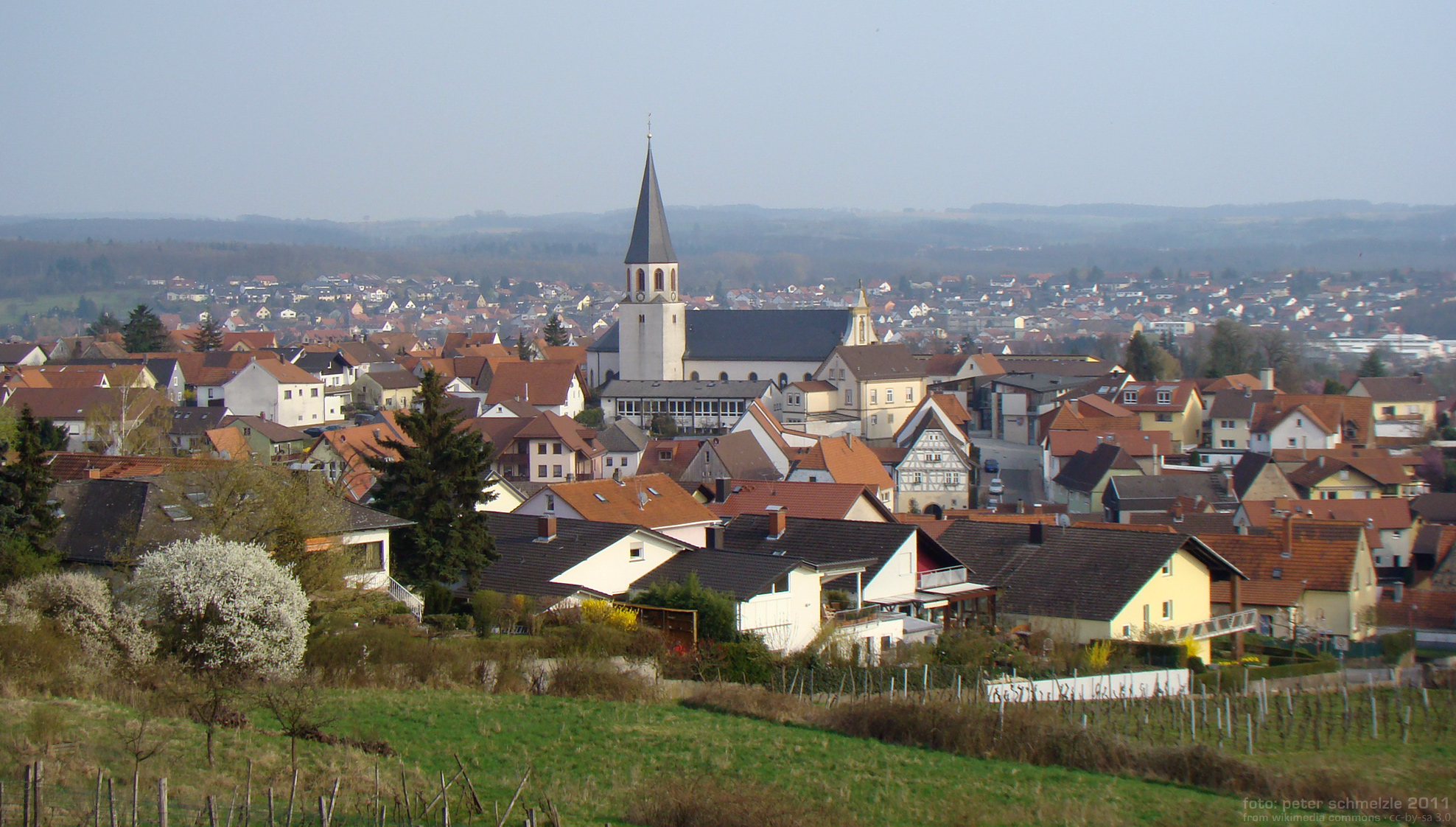
Malsch vom Letzenberg aus gesehen

Malsch ist eine Gemeinde im Rhein-Neckar-Kreis in Baden-Württemberg.

## Geografie

### Geografische Lage
Malsch liegt an der nordwestlichen Ecke des Kraichgaus südlich der Städte Wiesloch und Walldorf am Rande der Oberrheinischen Tiefebene in der Metropolregion Rhein-Neckar. Die Gemeinde befindet sich am Fuß des 244 m hohen Letzenbergs.

### Nachbargemeinden
Angrenzende Gemeinden (und ihnen zugehörige Ortschaften) sind, beginnend im Norden im Uhrzeigersinn: Rauenberg (mit Malschenberg und Rotenberg), Mühlhausen (Rettigheim), Bad Schönborn (Bad Mingolsheim) und St. Leon-Rot (Rot).

### Gemeindegliederung
Zur Gemeinde Malsch gehören das Dorf Malsch mit der Bahnstation Rot-Malsch und das Tonwerk.

## Geschichte
Malsch wurde im Jahre 783 in einer Schenkungsurkunde des Lorscher Codex als Malschen erstmals erwähnt. 976 schenkte Kaiser Otto II. die Benediktinerabtei Mosbach mit 23 Ortschaften, zu denen auch Malsch gehörte, dem Bischof von Worms. 1302 kam das Dorf wieder durch Schenkung an das Hochstift Speyer. Dort gehörte es zum Amt Rotenberg und war mit diesem von 1463 bis 1505 an die Kurpfalz verpfändet. Am 20. April 1525 begann mit einer Bauernversammlung auf dem Letzenberg der Bauernkrieg im Hochstift Speyer. Der Haufen forderte die umliegenden Ortschaften auf „innen mit gewappneter handt zuzuziehen und das evangelium und gotlich gerechtigkeit helffen zu retten.“ Bei der Niederschlagung des Aufstands wurde Malsch zerstört.
Im Dreißigjährigen Krieg zündete Tilly 1622 den Ort an. Am Ende des Krieges war Malsch entvölkert und die Anzahl der Einwohner betrug nur noch fünf Prozent der ursprünglichen Zahl. Während des Pfälzischen Erbfolgekriegs wurde Malsch, obwohl es nicht zur Kurpfalz gehörte, 1689 und 1693 von französischen Truppen unter Führung des Generals Mélac zerstört.
Nach den Umwälzungen der Französischen Revolution wurde Malsch 1803 badisch, womit die über 500 Jahre dauernde Zugehörigkeit zu Speyer endete. 1824 wurde die Gemarkung von Malschenberg abgetrennt. 1818 war Kaiser Alexander I. von Russland, der Schwager des badischen Großherzogs Karl war, zu Besuch in Malsch.
Von 1870 bis zum Ende der Weimarer Republik 1933 war das Zentrum die stärkste Partei in Malsch. Nach dem Zweiten Weltkrieg nahm die Gemeinde 350 Heimatvertriebene auf. Malsch wurde ein Bestandteil des 1952 neugebildeten Bundeslandes Baden-Württemberg. Mit der Auflösung des Landkreises Heidelberg kam die Gemeinde am 1. Januar 1973 zum neuen Rhein-Neckar-Kreis.
| Jahr | Einwohner |
| ---- | --------- |
| 1530 | 361       |
| 1721 | 515       |
| 1818 | 1022      |
| 1852 | 1327      |
| 1905 | 1475      |
| 1939 | 1510      |
| 1961 | 2254      |
| 1965 | 2444      |
| 1970 | 2493      |

| Jahr | Einwohner |
| ---- | --------- |
| 1991 | 2837      |
| 1995 | 3147      |
| 2000 | 3189      |
| 2005 | 3388      |
| 2010 | 3468      |
| 2015 | 3443      |
| 2016 | 3587      |
| 2017 | 3545      |

## Religionen
Entsprechend der langen Zugehörigkeit zum Hochstift Speyer ging die Reformation an Malsch vorbei und die Bevölkerung blieb überwiegend römisch-katholisch. Auch durch die Zuwanderung nach dem Zweiten Weltkrieg gab es kaum Verschiebungen. Noch heute gibt es lediglich eine katholische Gemeinde im Ort, während für die wenigen Protestanten die evangelische Kirche in Wiesloch zuständig ist.
Seit dem 17. Jahrhundert waren Juden in Malsch ansässig. 1875 war ihr Bevölkerungsanteil mit 7,5 Prozent am höchsten. Anschließend setzte eine Abwanderung in die Städte ein. Die Synagoge von 1834 wurde am 9. November 1938 teilweise zerstört. Der Umriss der früheren Synagoge und der Mikwe sind auf dem neugestalteten Dorfplatz markiert.

## Politik

### Gemeinderat
Der Gemeinderat hat 14 Sitze. Hinzu kommt der Bürgermeister als stimmberechtigter Gemeinderatsvorsitzender.
Die Gemeinderatswahl am 9. Juni 2024 führte zum im nebenstehenden Diagramm dargestellten Ergebnis, das die gleiche Sitzverteilung wie bei der vorigen Wahl 2019 ergab:
| Partei / Liste | 0FWV0 | 0CDU0 | Grüne | 0FDP0 |
| -------------- | ----- | ----- | ----- | ----- |
| Sitze          | 6     | 4     | 3     | 1     |

### Bürgermeister

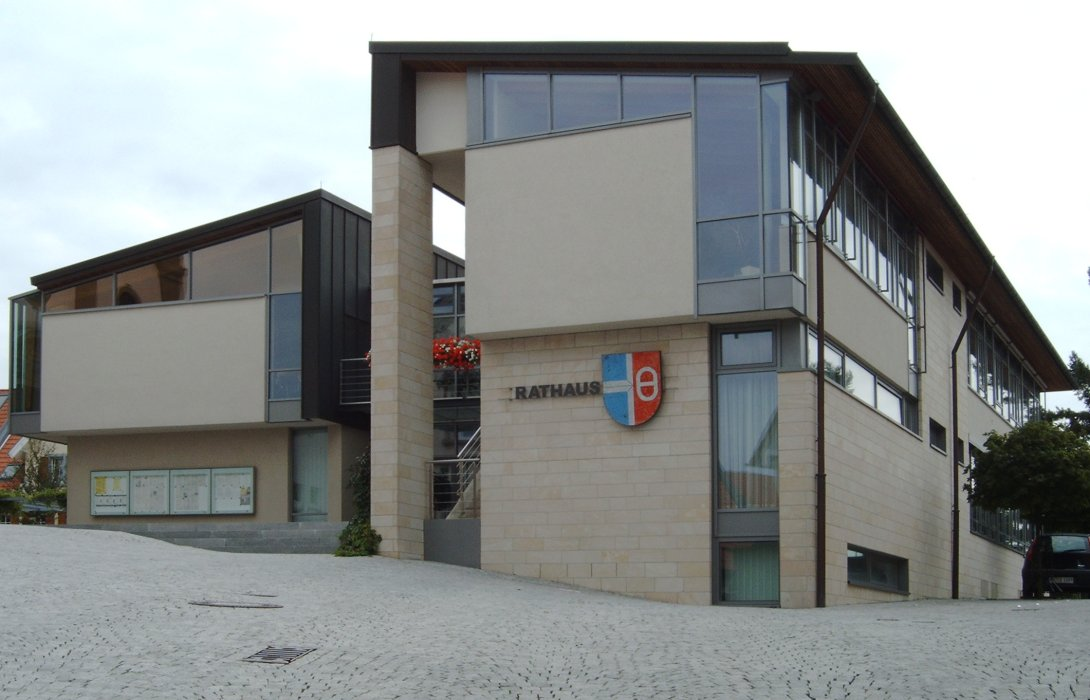
Rathaus Malsch

Der Bürgermeister wird alle acht Jahre direkt gewählt. Seit dem 18. November 2022 amtiert Tobias Greulich. Er wurde am 25. September 2022 mit 58 Prozent der Stimmen gewählt. Er folgte Sibylle Würfel (CDU) nach, die von 2014 bis 2022 amtierte. Bei der Bürgermeisterwahl 2022 trat sie nicht erneut an.
Bisherige Gemeindeoberhäupter:
- 1946–1965: Josef Bös
- 1965–1985: Dionys Wipfler
- 1985–2014: Werner Knopf
- 2014–2022: Sibylle Würfel (CDU)
- seit 2022: Tobias Greulich

### Wappen
Blasonierung: „Gespalten von Blau und Rot, vorn ein durchgehendes, geschliffenes, halbes silbernes Kreuz am Spalt, hinten ein silberner Sester (Ortszeichen).“ Die Flagge ist Rot-Blau und wurde nachweislich schon vor 1935 geführt.
Wappenerklärung: Das Wappen wurde im Jahr 1900 vom Generallandesarchiv vergeben. Das Ortszeichen, das ein Simmer (Getreidemaß) darstellt, lässt sich bereits seit 1771 auf einem Siegel nachweisen. Hinzugefügt ist das Kreuz des Hochstifts Speyer.

### Partnerschaften
Die Gemeinde Malsch pflegt seit 2001 partnerschaftliche Beziehungen zu der Gemeinde Zamárdi am Plattensee in Ungarn.

## Kultur und Sehenswürdigkeiten

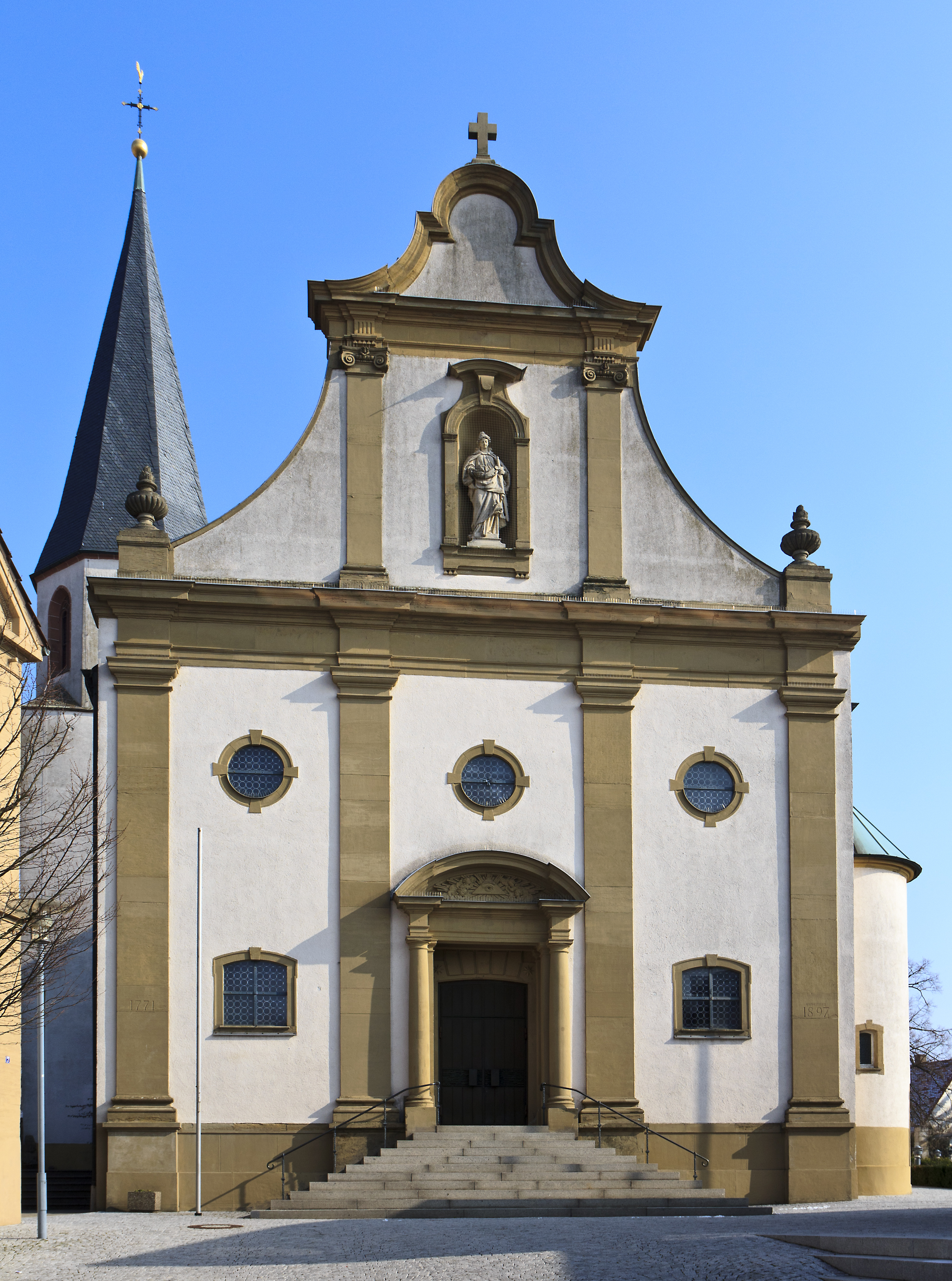
Katholische Kirche St. Juliana

### Kirchen
Die alte Pfarrkirche St. Juliana wurde als Nachfolgebau einer zerstörten, wohl romanischen Vorgängerkirche zwischen 1536 und 1577 erbaut und 1683 umfangreich renoviert. Wegen Baufälligkeit abgerissen, entstand 1771/72 an derselben Stelle ein verbreiterter Neubau in barockem Stil. In der Nacht des 23. Juni 1972 brannte die Barockkirche nach einem Feuer bis auf die Außenmauern ab. Die Figuren der 14 Nothelfer, die Orgel, die Kanzel, die Seitenaltäre und die barocke Taufszene Jesu wurden zerstört. Einzig die Sakristei blieb unversehrt. Die Kirche wurde bis zum 7. April 1974 wiederaufgebaut.
Die evangelische Gemeinde verfügt ebenfalls über eine eigene Kirche in Malsch.
Zu der 1902 erbauten Wallfahrtskapelle auf dem Letzenberg finden jedes Jahr zwei große Marien-Wallfahrten statt. Die Frühjahrswallfahrt findet im ersten Maien-Sonntag und die Herbstwallfahrt am dritten September-Sonntag statt. Zwischen den beiden Wallfahrten findet dienstags abends eine Eucharistiefeier in der Wallfahrtskapelle statt. Am letzten Sonntag im September findet alljährlich die Pferdewallfahrt statt. Sie endet nach einer Andacht mit der Segnung von Mensch und Tier.

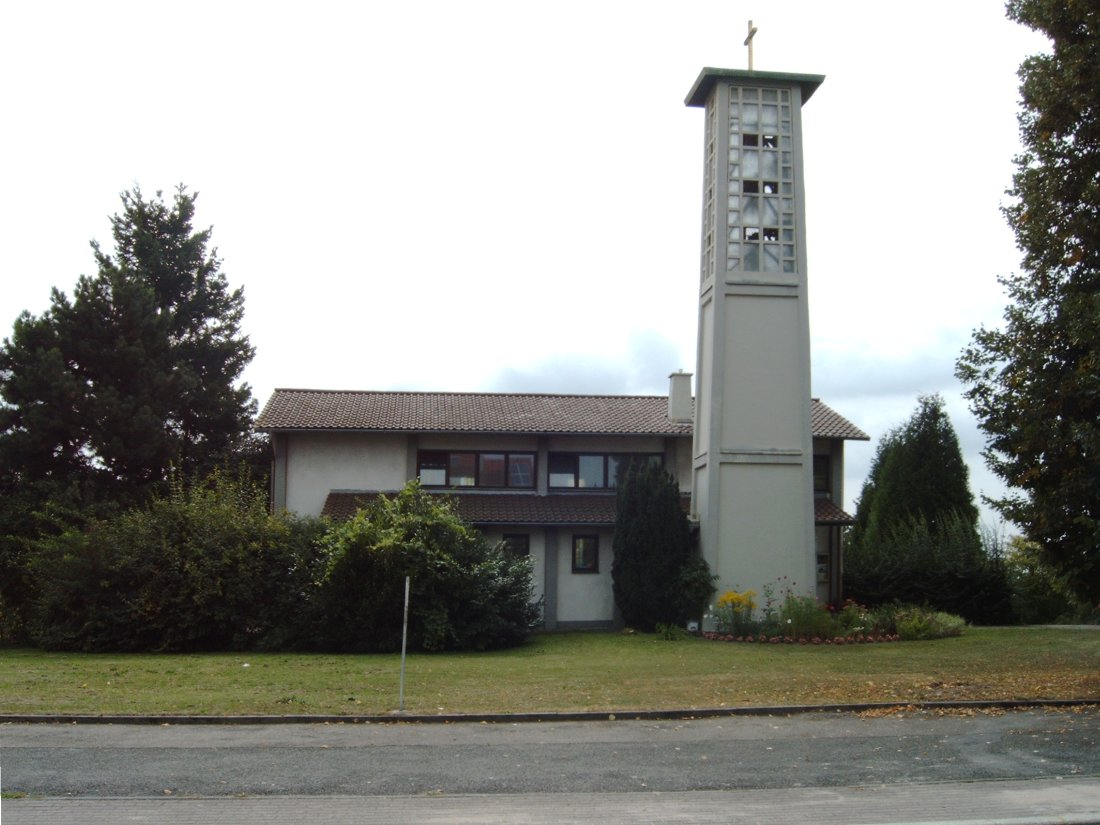
Evangelische Kirche
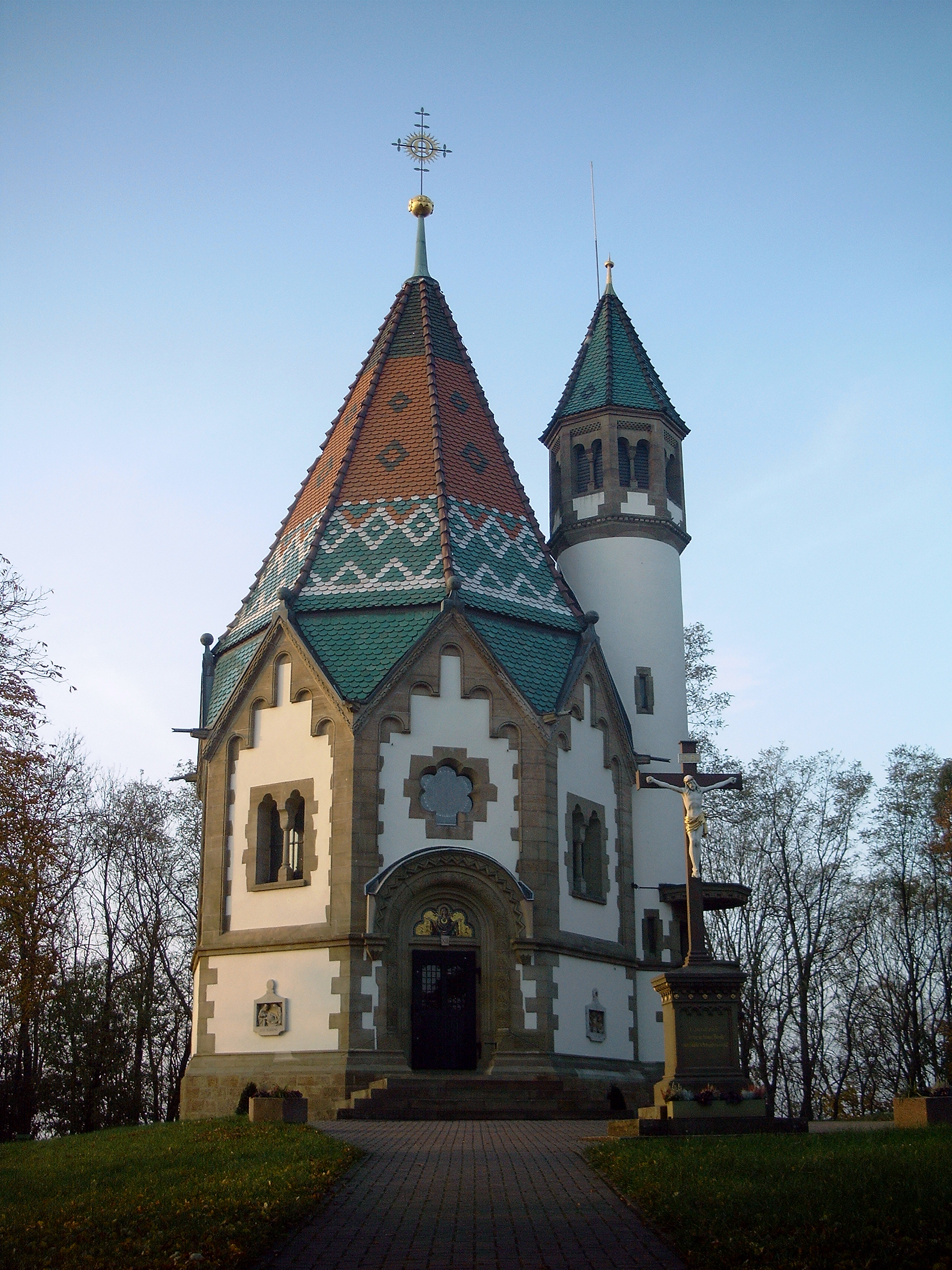
Wallfahrtskapelle auf dem Letzenberg

### Sport- und Freizeitstätten
Malsch verfügt über folgende Sportstätten:
- ein Schwimmbad
- die Reblandhalle mit vier Kegelbahnen
- das Segelfluggelände Malsch im Süden des Ortes
- die Bouleanlage der Boule-Freunde Malsch bei der Reblandhalle
- eine Tennisanlage

Ferner dient der Letzenberg-Tierpark zur Freizeitgestaltung.

### Vereine
Die Boule-Freunde Malsch wurden 2006 gegründet und spielen mit der 1. Mannschaft seit 2014 in der Bundesliga. Stand Februar 2015 hat der Verein ca. 70 aktive Lizenzspieler, die in 6 unterschiedlichen Staffeln in der Rhein-Neckar-Liga spielen.
Der Verein hat aktuell 11 Jugendliche die in der Jugendliga Rhein-Neckar (spielt überregional mit Hessen, Pfalz und Saarland) aktiv sind. Mit Jean-Luc Testas hat der Verein einen der besten Boulespieler Deutschlands. Er gewann bisher acht Deutsche Pétanque-Meisterschaften. Weiterhin war Jean-Luc Testas in seiner Zeit in Frankreich Französischer Meister.

#### TSV 07 „Germania“ Malsch e. V.
Der TSV Malsch ist ein Mehrspartensportverein mit dem Schwerpunkt Handball. Die Malscher Handballer spielten in der Vergangenheit erste und zweite Handball-Bundesliga. Seit der Saison 2022/23 ist die TSV-Handballabteilung in einer Spielgemeinschaft mit dem TSV 05 Rot als TSV Rot-Malsch organisiert.

## Wirtschaft und Infrastruktur
In dem ehemaligen Bauerndorf ist mit dem Weinbau noch immer ein Zweig der Landwirtschaft stark vertreten. Die Lagen gehören zum Weinbaugebiet Baden. An den Südhängen des 244 Meter hohen Letzenbergs und seinem östlichen Ausläufer liegen 120 Hektar Rebflächen, die vornehmlich mit Müller-Thurgau, Weißburgunder, Ruländer und Spätburgunder bebaut sind.

### Ansässige Unternehmen
Als herausragendes Unternehmen ist das Tonwerk am westlichen Rand von Malsch zu nennen. Die Produktion von Tondachziegeln und Ziegelsteinen mit den Firmenbezeichnungen POROTON, TERCA, KAMTEC und KORAMIC ist über die Grenzen von Malsch hinaus bekannt. Das Werk gehörte der Rauenberger Tondachziegel, danach der Wienerberger Ziegelindustrie und trägt nach erneutem Verkauf den neuen Firmennamen Trost-Creaton AG. In den Jahren ab 1974 geriet die Giftmülldeponie (Verfüllung der Tongruben) wegen austretender Sickerwässer in die Schlagzeilen. Die Deponie wurde saniert und wird fortlaufend überwacht.
Überregional bekannt ist auch die Firma Sunrise Medical, deren Europazentrale in Malsch liegt. Hier werden unter anderem Rollstühle der Marke Sopur hergestellt. Diese sind auch bei Rollstuhlsportlern beliebt. So fährt unter anderem der Weltrekordler Heinz Frei einen Rollstuhl dieses Unternehmens.
Trotz der Ansiedlung von Industriebetrieben und Gewerbe findet der größere Teil der Erwerbstätigen Arbeit in den nahen Städten Walldorf, Wiesloch, Bad Schönborn und Kronau.

### Verkehr

S-Bahn Rhein-Neckar

Malsch liegt in der Nähe der Bundesstraße 3. Über sie ist auch innerhalb von drei Kilometern die Bundesautobahn 6 zu erreichen. Über den Bahnhof Rot-Malsch an der Baden-Kurpfalz-Bahn besteht ein Anschluss an die S-Bahn RheinNeckar. Malsch gehört zum Tarifgebiet des Verkehrsverbunds Rhein-Neckar.
Durch eine Alltagsroute aus dem Radnetz Baden-Württemberg ist Malsch über Bad Schönborn und Ubstadt-Weiher mit Bruchsal und in der anderen Richtung mit Wiesloch und Walldorf verbunden. Die Route befindet sich westlich des Ortes an der Bundesstraße.
Durch den Ort hindurch verläuft als Landes-Radfernweg der Badische Weinradweg. Er führt von Grenzach-Wyhlen am Hochrhein nach Laudenbach, dabei werden sieben der neun badischen Weinanbaugebiete untereinander verbunden. Die Route verläuft von Östringen über den Mühlhausener Ortsteil Rettigheim nach Malsch und weiter über Malschenberg und Rauenberg nach Wiesloch.

### Bildung
In Malsch befinden sich folgende Schulen:
- Grundschule Malsch[24]

Die Gemeinde betreibt eine Bücherei. Die Volkshochschule Südliche Bergstraße betreibt in Malsch eine Außenstelle. Für die jüngsten Einwohner stehen zwei Kindergärten zur Verfügung